# Kanton Illkirch-Graffenstaden
Illkirch-Graffenstaden is een kanton van het Franse departement Bas-Rhin. Het kanton maakt deel uit van het arrondissement Strasbourg. De onderprefectuur is Illkirch-Graffenstaden.
Het kanton maakte deel uit van het op arrondissement Strasbourg-Campagne tot dat op 22 maart 2015 werd opgeheven. Op dezelfde dag werd de gemeenten Eschau en Plobsheim, die daarvoor tot het kanton Geispolsheim hadden gehoord, toegevoegd aan het kanton. De gemeente Lingolsheim werd losgemaakt van het kanton Illkirch-Graffenstaden en de hoofdplaats van een nieuw kanton Lingolsheim.

## Gemeenten
Het kanton Illkirch-Graffenstaden omvat de volgende gemeenten:
- Illkirch-Graffenstaden
- Eschau
- Ostwald
- Plobsheim